# 小林成基
小林 成基（こばやし しげき、1949年2月24日 - ）は、NPO法人自転車活用推進研究会理事長

## 来歴
奈良県出身、駒澤大学文学部英米文学科卒業。コピーライター、雑誌編集者、通販会社取締役などを経て、衆議院議員公設秘書、政策担当秘書、大臣秘書官など20年務める。退職後、財団法人社会経済生産性本部（現・日本生産性本部）エネルギー環境政策部主任研究員として廃棄物、バイオマス、環境問題に関わる。アクト・ローカリーとして自転車活用を提唱する自転車活用推進研究会を設立して独立し、2006年7月にNPO化して理事長兼事務局長となる。
その後、特定非営利活動法人自転車活用推進研究会の事務局長は2012年から内海　潤、関西事務局長に藤本典昭が就任。以降、理事長。
交通工学研究会、国際交通安全学会、土木学会などで活動し、国土交通省、警察庁、東京都などの自転車や交通街づくり関係会議委員、エコサイクル・マイレージ事務局長（2009年まで）、一般社団法人日本シェアサイクル協会副会長（2022年まで）など。自転車利用環境向上会議全国委員会副会長。
著書に「自転車〝市民権〟宣言」「自転車はここを走る！」「新・自転車“道交法”BOOK」などの共著がある。

## 著書
- 「国立国会図書館」を参照